# ایشوبخت
ایشوبخت (انگلیسی: Ishoʿbokht؛ (اواخر قرن هفتم یا اواخر قرن هشتم) فارسی‌زبانان حقوق‌دان، الهیات مسیحی و فیلسوف بود. او با نوشته‌هایش و چند اشاره به آنها شناخته می‌شود. از تاریخ تولد و وفات او اطلاع دقیقی در دست نیست و از زندگی او جز این که به عنوان مطران‌نشین فارس خدمت می‌کرد، چیز کمی می‌توان گفت.

## متکلم
ایشوبخت از اعضای کلیسای مشرق بود. زبان مادری او تقریباً زبان فارسی میانه بوده است و احتمالاً بومی ریشهر، مقر کلانشهرهای فارس بوده است، او سه اثر نوشت: کتابی به نام «دربارهٔ این جهان»، سری: «الحناء کل» کتاب قانون و رساله‌ای در «شداعراس»، یعنی معنای بادهای قطب‌نمای کلاسیک. اگرچه تنها کتاب قانون باقی مانده است، اما اولین اثر به عنوان منبع در «کتاب مصادیق و بررسی آنها» ذکر شده است، عربی: «کتاب‌العبار و الطبار» رساله‌ای قرن نهم اسلام در مورد برهان نظم، که به قلم جاحظ است. «روی این جهان» را ایشوبخت، کلانشهر فارس در زمان خلافت اموی (یعنی قبل از ۷۵۰) به فارسی نوشته است.
گزیده‌ای منسوب به ایشوبخت وجود دارد که به نظر می‌رسد از رساله ای در روایت آفرینش گرفته شده باشد. این به زبان سریانی است، اگرچه ممکن است این زبان اصلی آن نبوده باشد.